# RFA Engadine (K08)
RFA Engadine (K08) byla vrtulníková cvičná loď provozovaná pomocnou složkou britského královského námořnictva. Primárně sloužila pro výcvik posádek vrtulníků a letadel s kolmým startem (VTOL), během války mohla fungovat i jako podpůrný nosič letecké techniky. Nasazena byla ve falklandské válce. Ze služby byla loď vyřazena v únoru 1990.

## Stavba
Potřeba cvičné lodě pro vrtulníky souvisela s rozšířením protiponorkových vrtulníků na palubách britských torpédoborců a fregat na počátku 60. let 20. století. Od roku 1964 byla k výcviku používána provizorně upravená tanková výsadková loď HMS Lofoten (K07). V srpnu 1964 pak byla objednána specializovaná cvičná loď Engadine (do září 1966 nesla pouze označení AHT 01). Plavidlo postavila loděnice Henry Robb Ltd. v Leithu. Kýl byl založen 9. srpna 1965 a trup byl na vodu spuštěn 16. září 1966. Do služby byla loď přijata 15. prosince 1967.

## Konstrukce
Plavidlo neneslo žádnou výzbroj. V hangáru na zádi bylo možné uložit čtyři transportní vrtulníky Wessex, Sea King, nebo Lynx, popřípadě kolmostartující letouny Sea Harrier. Během modernizace v letech 1983-1984 byla přistávací plocha rozšířena a prodloužena o 11,9 metru, takže měla dva přistávací body. Nejvyšší rychlost dosahovala 16 uzlů.

## Operační služba

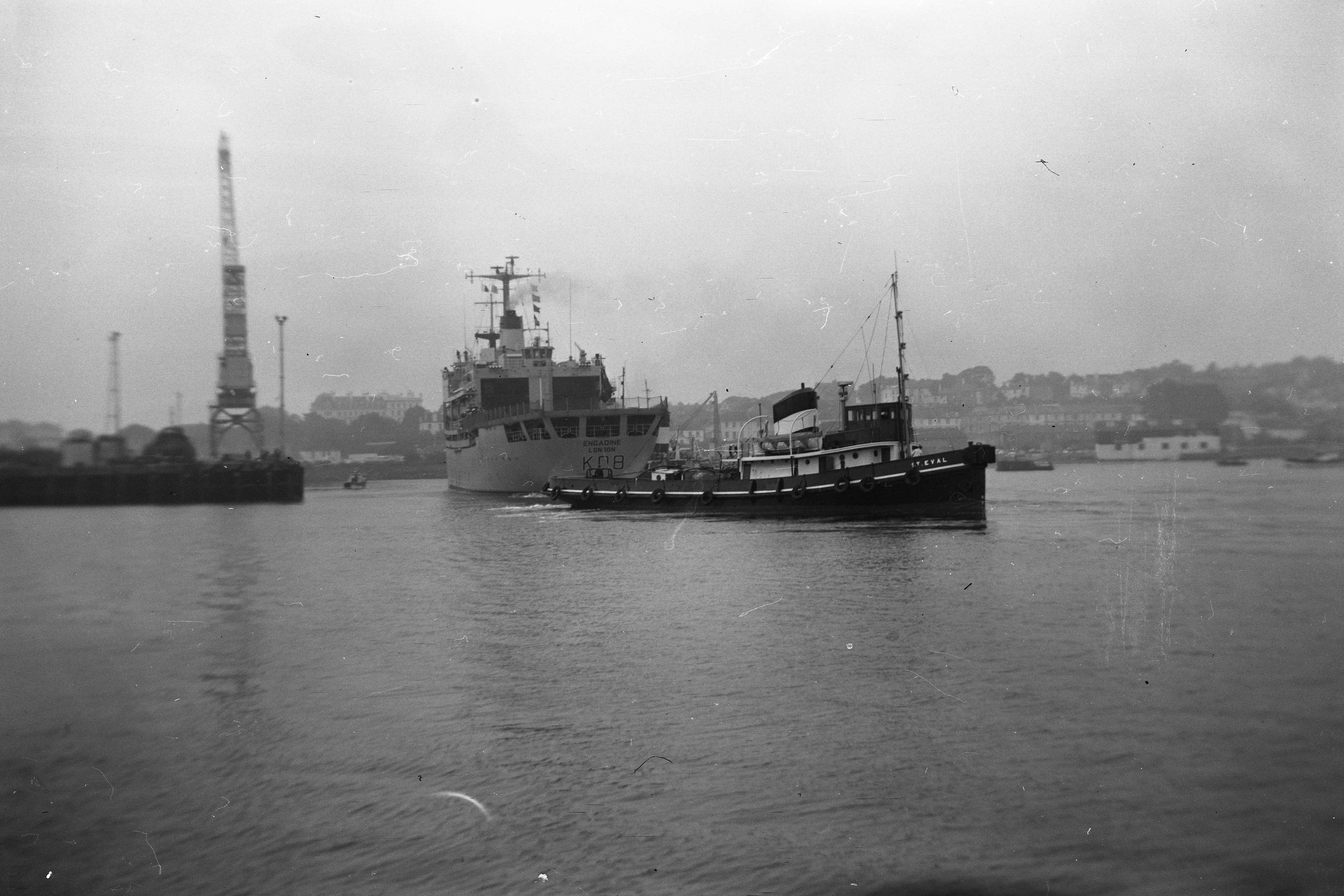
Engadine v roce 1971

V listopadu a prosinci 1970 nasazena v humanitární operaci Burlap ve východním Pákistánu. V únoru 1975 byly na palubě Engadine testovány kolmostartující letouny Harrier. Od května 1982 byla loď nasazena ve falklandské válce. Na palubě nesla čtyři vrtulníky Wessex HU5. Dne 10. března 1988 se vrtulník Westland Lynx HAS.3 startující z Engadine zřítil do oceánu u pobřeží Portugalska. Zahynuly dva lidé. V roce 1989 byla loď převedena do rezervy. V únoru 1990 byla vyřazena a prodána civilnímu uživateli. Ten ji oproti původním plánům nezprovoznil, loď byla dlouhodobě ukotvena v přístavu Piraeus a nakonec roku 1996 odtažena do indického Alangu k sešrotování.